# L'Isle-sur-le-Doubs
L'Isle-sur-le-Doubs é uma comuna francesa na região administrativa da Borgonha-Franco-Condado, no departamento de Doubs. Estende-se por uma área de 10.67 km². Em 2010 a comuna tinha 3 002 habitantes (densidade: 281,3 hab./km²).